# Dwaalgast (film)
Dwaalgast is een korte film uit 2003 uit de televisiefilmreeks Enneagram die is gemaakt in opdracht van de KRO.
Van de karaktertypes uit het enneagram is deze film geïnspireerd op type I: de perfectionist.

## Verhaal
Psychologisch onderzoekster Hester wordt na een ruzie door haar vriend verlaten. Vlak daarna vindt ze Puck, een weggelopen tiener, gewond in haar schuur. Ze neemt het innemende meisje in huis en neemt de verantwoordelijkheid voor het meisje op zich. Hester hoopt Puck weer op het rechte pad te krijgen, maar het pubermeisje laat zich niet dwingen en uiteindelijk loopt het verkeerd af.

## Rolverdeling
- Monic Hendrickx: Hester
- Lore Dijkman: Puck
- Peter Paul Muller: Geert

## Prijs
Dwaalgast won een Gouden Kalf voor de beste korte televisiefilm.